# 谢永森

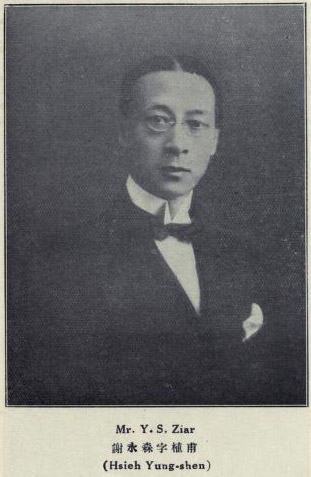

谢永森（Hsieh Yung-shen 或 Yung-shen Ziar ；1885年—？），字植甫，浙江余姚（今浙江省宁波市余姚）泗门后街人中华民国法学家、律师。

## 生平
清朝光绪十一年（1885年）出生余姚世家，为泗门谢氏后人，银行家谢纶辉之子，有弟谢韬甫和谢光甫。随家庭长期寓居上海。早年毕业于上海中学。
清朝光绪十六（1890年）年，赴英国留学，学习英语。光绪十七年（1891年），入读剑桥大学（旧译：坎不立其大学）。清朝宣统二年（1910年），获得剑桥大学文学士学位。民国三年（1914年），在英国考获执业律师资格。民国四年（1915年），获得剑桥大学法学硕士学位，毕业同年回国。
谢永森为上海大律师，1916年后先后担任上海总商会法律顾问，浙江督军公署上海会审公堂法律顾问、上海会审公堂法律顾问等公职。谢永森长期在上海公共租界区效力，担任有上海纳税华人会理事长和上海公共租界工部局华人顾问委员会主席。
民国十二年（1923年），谢永森辞去上海公职，赴欧洲美国考察法庭制度。民国十三年（1924年），回国。回国后出任上海租界临时法院推事。后在上海执律师业，并担任多种政府机构的法律顾问，包括江苏特派交涉公署法律顾问，浙江督军公署法律顾问和上海总商会法律顾问，上海法院推事。
民国十五年（1926年），谢永森当选为上海总商会第八任会董。
中国大陆第二次国共内战前夕，谢永森赴美国定居，逝年不详。其后谢汉兰为美国百人会会员。